# Сталактитовый орган
Сталакти́товый орга́н (англ. The Great Stalacpipe Organ) — музыкальный инструмент, выполненный из камня (литофон) с электрическим приводом, расположенный в Лурейских пещерах, штат Виргиния, США. Является самым крупным музыкальным инструментом в мире (Книга рекордов Гиннесса называет его самым крупным подземным инструментом естественного происхождения).

## История
Этот уникальный музыкальный инструмент был создан математиком и учёным Лиландом Спринклом (англ. Leland W. Sprinkle) в 1956 году и открыт 7 июня 1957 года. Сложилась легенда, что Лиланд заметил хороший музыкальный резонанс в пещере, когда во время путешествия по ней его сын ударился головой о низко висящий сталактит. Спринкл решил создать здесь каменный орган и за несколько лет работы тщательно обработал горные породы для получения идеального звучания. К каждому отделанному камню, являющемся резонатором, прикреплён молоточек, который управляется с помощью электричества от обычной органной клавиатуры. Музыка, производимая этим инструментом, слышна на всей площади пещеры — 64 акра (14 км²). Собственно консоль органа была создана компанией Klann Organ Supply из города Waynesboro, штат Виргиния.

Фотогалерея
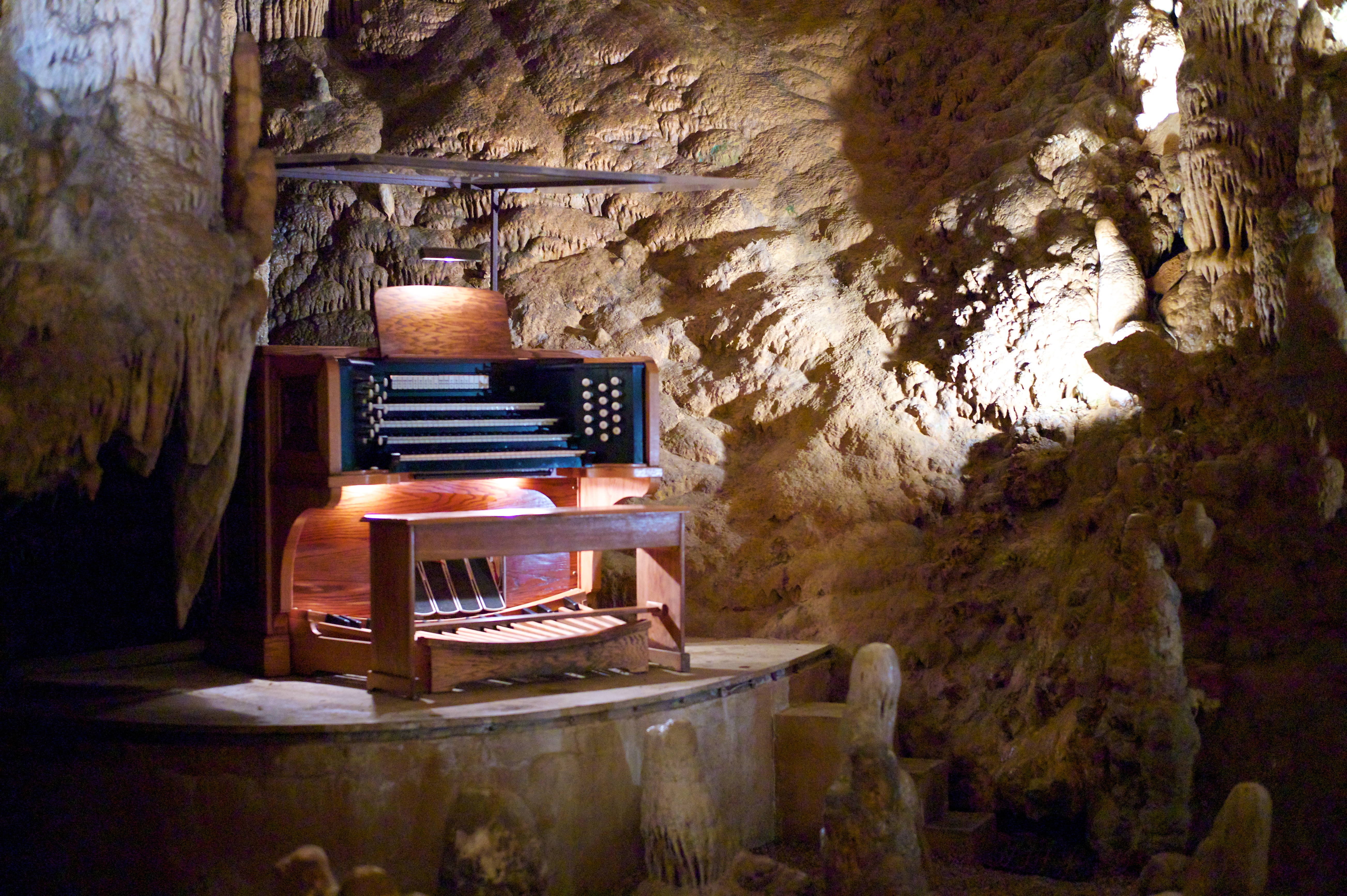
Консоль органа
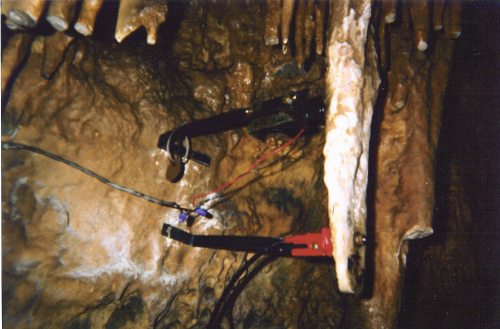
Молоточек на камне

Следует отметить, что музыкальное звучание от удара по сталактитам было замечено ещё со времен открытия пещеры в 1878 году. И уже в начале XX века сталактиты пещеры использовались для получения музыки наподобие ксилофона. В настоящее время Лурейские пещеры являются коммерческими. Там находится магазин, продававший ранее виниловые пластинки, а сейчас — компакт-диски с записью музыки, исполняемой на этом инструменте органистом Монти Максвеллом (англ. Monte Maxwell). В 2011 году шведско-финский музыкальный коллектив Pepe Deluxé стал первым, кто записал свою музыкальную композицию с использованием сталактитового органа, вошедшую в альбом Queen of the Wave 2012 года.